# Paktika (provins)

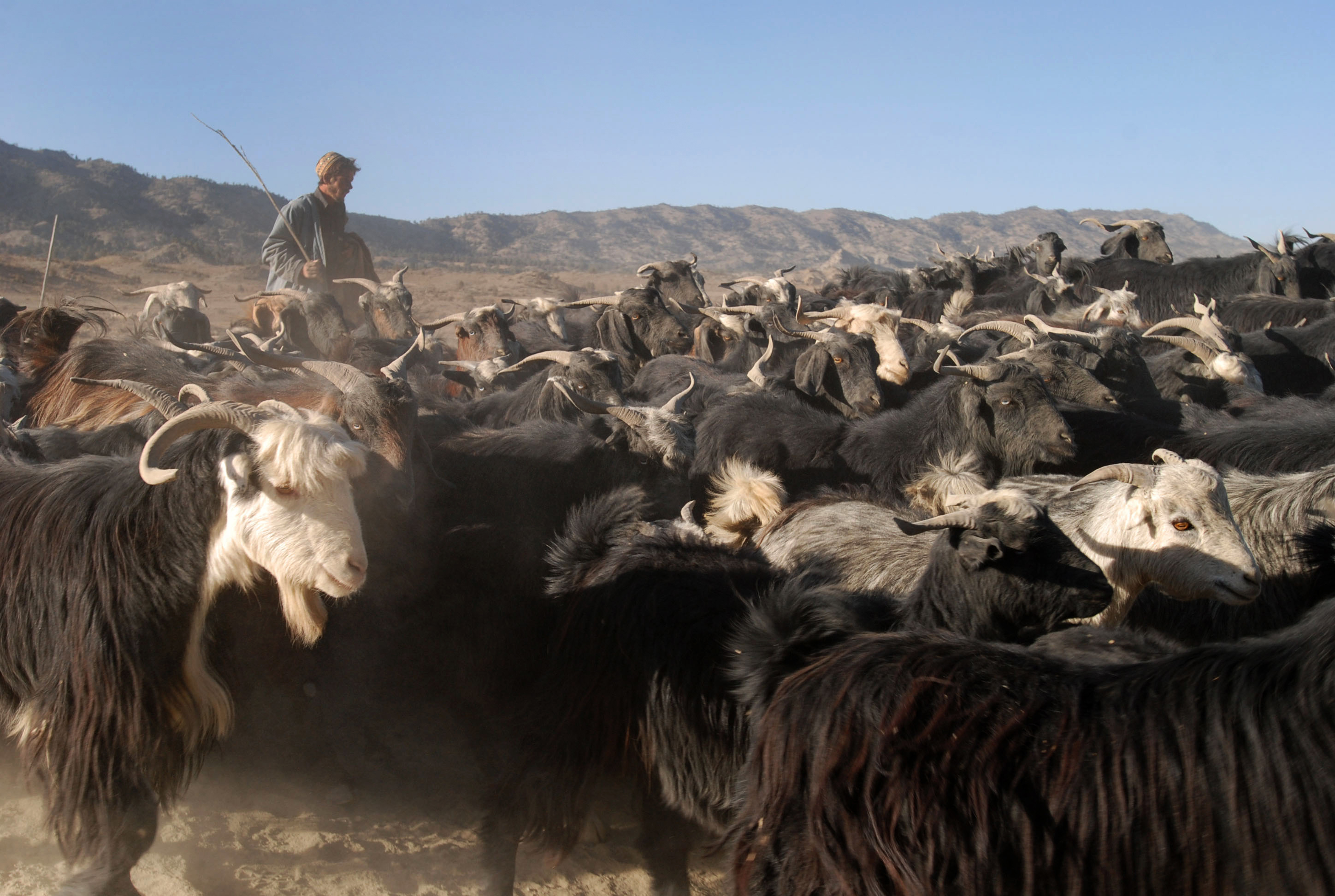

Paktika (persiska och pashto: پکتیکا) är en av Afghanistans 34 provinser, (wilayat). Den ligger i den östra delen av landet. Dess huvudort är Sharan. Provinsen har 377 100 invånare (år 2006) och en yta på 19 482 km². Majoriteten av befolkningen är pashtuner.
Paktika gränsar till provinserna Paktia och Khost i norr, Ghazni och Zabol i väster och till grannlandet Pakistans provinser Khyber Pakhtunkhwa och Baluchistan i öster och söder.

## Administrativ indelning
Provinsen är indelad i 19 distrikt.
- Barmal
- Dila wa Khushamand
- Giyan
- Gomal
- Jani Khel
- Mata Khan
- Nika
- Omna
- Sar Hawza
- Sharan
- Surobi
- Turwo
- Urgun
- Waza Khwah
- Wormamay
- Yahya Khel
- Yosuf Khel
- Zarghun Shahr
- Ziruk